# 2022年ロシアのウクライナ侵攻を受けたロシア人の亡命
2022年ロシアのウクライナ侵攻によるロシア人の亡命（2022ねんロシアのウクライナしんこうによるロシアじんのぼうめい）は、2022年ロシアのウクライナ侵攻を受け、侵攻1か月足らずで少なくとも30万人ものロシア国民がロシアを亡命または出国し、8月末の時点で合計50万人がロシアを去ったという社会的な事象である。その後10月上旬までに新たに40万人ものロシア人がさらに出国し、実に90万人ものロシア人がそれまでに亡命または出国した。この出国の波は主に政治亡命者や経済移民、良心的兵役拒否者が占めている。反戦運動に参加したことへの処罰や、同年9月21日に発行された 動員令で徴兵される事への恐怖、侵攻あるいはそれに至った政治的判断への抗議、敵を殺すことへのためらいや、ロシアが自身や家族にとって住むべき場所でないという思いが出国の主な動機となっている。

## 経過
今回のロシア人の大量出国には少なくとも3つの波が確認されている。

### 第1波
亡命の最初の波はロシアがウクライナに侵攻した直後に発生した。この時主にジャーナリストや政治家、IT産業の関係者が出国した。この時出国した人々が出国した理由として主に挙げられたのは侵攻に対して異を唱えたことに対する処罰への恐怖だった。背景として、3月にはプーチン大統領がロシアの特別軍事作戦に関する「フェイクニュース」を拡散した場合最大15年の懲役刑で処罰する法律を制定し、同年5月には2000人以上がこの法律に違反したとして起訴されている。 例としてヴォロネジ州議会の共産党所属のニーナ・ベリャイエヴァ議員は「もし裁判にかけられたら手遅れになる」と自身の亡命について述べたほか、 ジャーナリストのボリス・グロゾフスキーも反戦運動の署名活動を行ったことが原因で当局に指名手配されたためロシアを逃れたと述べている。エンタメ業界に限っても女優のチュルパン・ハマートヴァもウクライナ侵攻に反対する署名をしたため当時滞在していたラトビアに亡命せざるを得なくなったほか、 ボリショイ・バレエ団のメンバーであったオルガ・スミルノヴァも反戦の意思を示すと共に自身の仕事のためオランダに亡命した。一方のIT業界関係者は、テレワークで職務を継続できなければ別の国に移動しなければならないこととなった。ロシアのIT業界団体の推計では侵攻から最初の1か月だけで5~7万人のIT業界の従事者がロシアから脱出したことになっている。

### 第2波
2022年の7月までにはそれまでの出国者とは別の出国の波が発生していることは明白であった。この時の出国者には出国の準備が整うのに時間がかかった中流や上流階級の人々であった。
また、2022年中には1万5000人もの億万長者がロシアを脱出するとこの時期推測された。

### 第3波
2022年9月21日にプーチン大統領が発令した部分的動員令を受け、動員対象となる男性を中心とした第3波の出国の波が生じた。動員令発動から1週間以内に9万8千人ものロシア人がカザフスタンへ殺到したほか、9月24日だけで8500人ものロシア人が陸路でフィンランドに入国した 。9月25日にはBBCが「ジョージアとの国境検問所まで出国希望者による車両の渋滞が30キロも続いている」と報じ、 ロシアとカザフスタンの国境に関しても同様に報じられた。
この第3波に限っても9月27日までに実に30万人近くのロシア人がロシアを脱出し 、10月4日にはその数は40万近くに上った。 推計では最大70万人ものロシア人が徴兵を逃れるべくロシアから出国した。ロシアを脱出した者の大半はカザフスタン、セルビア、トルコ、UAE、ジョージア、そしてフィンランドへ逃れている。
一方でプーチン大統領は動員された兵が脱走若しくは自発的に降伏した場合は最大15年の懲役刑に処す大統領令に署名した。

## 目的地
ロシアを脱出した人々の主な出国先として挙げられているのは4月中旬の段階で10万人以上のロシア人が移住しているトルコである。トルコはいまだにロシアとの間の空路を維持している国の一つであり、結果としてロシアからトルコへ向かう航空便に人気が集中する結果となった。
また、ジョージアとアルメニアへもロシア人が押し寄せており、4月上旬の時点でジョージアには10万人、アルメニアには5万人のロシア人が亡命している 。また11月の時点でセルビアに10万4千人ものロシア人が移住登録している。
このほかに移住先に挙げられているのはアゼルバイジャン、アラブ首長国連邦、ギリシャ、ブルガリア、ルーマニア、カザフスタン、キルギスタン 、ウズベキスタン、スペイン、イスラエル、タジキスタン、モンゴル、中南米諸国、バルト三国、米国である。
ロシアによるウクライナ侵攻に対する制裁の一環としてロシアの航空機はEU圏内への飛行が禁止されていることから、自国からの出国を希望するロシア人はコーカサス地域へ迂回するか、別の陸路を探さなければいけないこととなった。
侵攻から1か月ほど経った3月25日、それまでEUの就労ビザを所持していたロシア人のフィンランドやEU圏内への主要な脱出ルート として機能していたサンクトペテルブルクとヘルシンキを結ぶ高速鉄道の運行を運行会社であるVRが停止したことにより、欧州とロシアを結ぶ最後の鉄道路線が運行停止となった。
またロシア人の脱出をさらに難しくしているのが欧州諸国の間にあるロシア国民の受け入れに対する温度差である。ラトビアやチェコなどがロシア国民への新規ビザ発給を停止しているほか、動員令を逃れたロシア人の受け入れをフィンランドやバルト三国、ポーランドがそれぞれ拒否をする意向を表明している一方でドイツはロシアの反体制派や良心的兵役拒否者の受け入れを表明している。またトルコはロシア国民に対し、最大2か月のノンビザ滞在を許可している。 
アメリカのアラスカ州にロシア国籍の男性2人を載せたボートが着岸し、難民申請を行った。
少なくとも5艘のヨットが韓国の複数の港に入港し、乗っていたロシア国籍の人々が入国を試みようとしたがこの内2人しか韓国政府は入国を許可しなかった。
カザフスタン国内のホテルの部屋やAirbnbがロシア人の移民により満室になった。
アルゼンチンへは2023年から2024年3月の間に5万人以上のロシア人が入国し、そのうち3750人が居住権を取得している。

## 移住者が直面する課題
アムネスティ・インターナショナルによるとシェンゲンビザでEU圏に入国したロシアの政治難民は引き続き人権や取材活動などを行いたい場合亡命手続きを行えないため、90日以上経過すると不法滞在者になっている現状がある。そのほかにもロシア国内に留まっていたり、ほかのCIS諸国に逃れた反体制派などの人々はシェンゲンビザを持っておらず、取得するのにもかなり現状が難しいとされている。これを踏まえ、2022年5月25日にアムネスティはドイツ連邦政府に対しプーチン政権に弾圧されている反体制派などに対し、人道ビザの発給などの人道的措置を採るよう要請した。

## 影響
ロシアから出国した人の傾向としては高学歴の若者が多いことからロシアの頭脳流出が悪化することを懸念する専門家が出ていて、既に5万人もの技術者がロシアを去っていることが分かっている。

## 各国の反応

### イスラエル
侵攻開始当初イスラエルはユダヤ系ウクライナ人の殺到を予想し、帰還法の緩和も行っていたが、実際にイスラエルに逃れてきたのはユダヤ系ロシア人の方が多かった。帰還法の緩和対象にはロシア国籍が含まれていないためイスラエルに入国したユダヤ系ロシア人は観光ビザでいったん入国してから永住権をほかの方法で取得することとなった 。

### カザフスタン
カシムジョマルト・トカエフ大統領は「（ロシアからの入国者を指し）今の絶望的な状況から逃れざるを得なかった人たちだ」と述べ、ロシアからの入国者を積極的に支援する姿勢を示した。

### ロシア
3月16日にウラジーミル・プーチン大統領はロシアの「裏切り者」に対し「西側諸国は君たちを第五列として使おうとしているが、ロシア人は真の愛国者と売国奴の屑を見分けることができる」と発言している。 一部の専門家は当初この発言を忠誠心が揺らいでいるロシアのオリガルヒを始めとした上流階級に対してのものだと受け取っていたが、クレムリン幹部はこの「裏切り者」のレッテルをロシアを脱出した人全般に対して使い出し、翌日ロイター通信の取材に対しドミトリー・ペスコフ報道官も以下の発言をしている。
このような状況では、大勢の人が裏切り者としての正体を現す。裏切り者は自らロシア社会から消える。職を辞する者もいれば、国を去る者もいる。このようにして浄化が行われている。

### ウクライナ
3月23日にウォロディミル・ゼレンスキー大統領はロシア人に対し自分たちの税収をウクライナ侵攻に使わせないよう出国するよう促した。
その一方で8月にはゼレンスキー大統領は西側諸国に対し「彼らは自分たちの思想を変えない限りは自分たちの世界の中にいるべきだ」とし、侵攻反対派を含めたロシア人全ての受け入れを止めるよう発言している。

### アメリカ合衆国
侵攻開始以来アメリカはロシアからの亡命希望者の受付をしているが、不法入国の増加を懸念している。例に挙げられているものとしては2022年4月に密航船に便乗したロシア人がキーウェストに上陸した事件は当初国土安全保障省に「重大国家安全案件」と認定され、上陸したロシア人は速やかに強制送還の手続きが取られた。
2022年9月27日にはホワイトハウスのカリーヌ・ジャン＝ピエール報道官が徴兵を逃れようとしているロシア人男性に対しアメリカへの亡命を歓迎するよう発言している。